# Звонимир Червенко
Звонимир Червенко (Пријепоље, 13. новембар 1926 – Загреб, 17. фебруар 2001), био је стожерни генерал (генерал армије) Хрватске војске и начелник Главног Стожера Оружаних снага Републике Хрватске.

## Биографија
Војну каријеру Червенко је почео на загребачкој Војно-техничкој академији, на којој је после пуних 19 година био и предавач. У време Хрватског пролећа, као потпуковник ЈНА, осуђен је на годину и по строгог затвора, те губитак чина и права на пензију због заступања хрватских интереса. До 1990. године радио је као инкасатор на Радио-телевизији Загреб.

### Рат у Хрватској
Почетком рата, председник Фрањо Туђман нудио му је место министра одбране, али Червенко је одлучно то одбио уз коментар да је он војник, а не политичар. Организовао је одбрану Загреба, блокирање непријатељских касарни и постакао оснивање 14 загребачких бригади. У јануару 1992. године постаје командант Домобранства.
Звонимир Червенко је достигао врхунац своје војне каријере непосредно пре операције Олуја, када је наследио генерала Бобетка на месту начелника штаба. Био је начелник Главног штаба Оружаних снага Хрватске од 15. јула 1995. до 16. новембра 1996. Под његовом командом изведена је операција Олуја. Председник Фрањо Туђман га је пензионисао новембра 1996. године.
Био је члан Жупанијског дома Хрватског сабора, а од 2000. године члан Комисије за помиловање.
Сахрањен је уз највише почасти у Алеји хрватских великана на загребачком Мирогоју.